# 渭塘镇

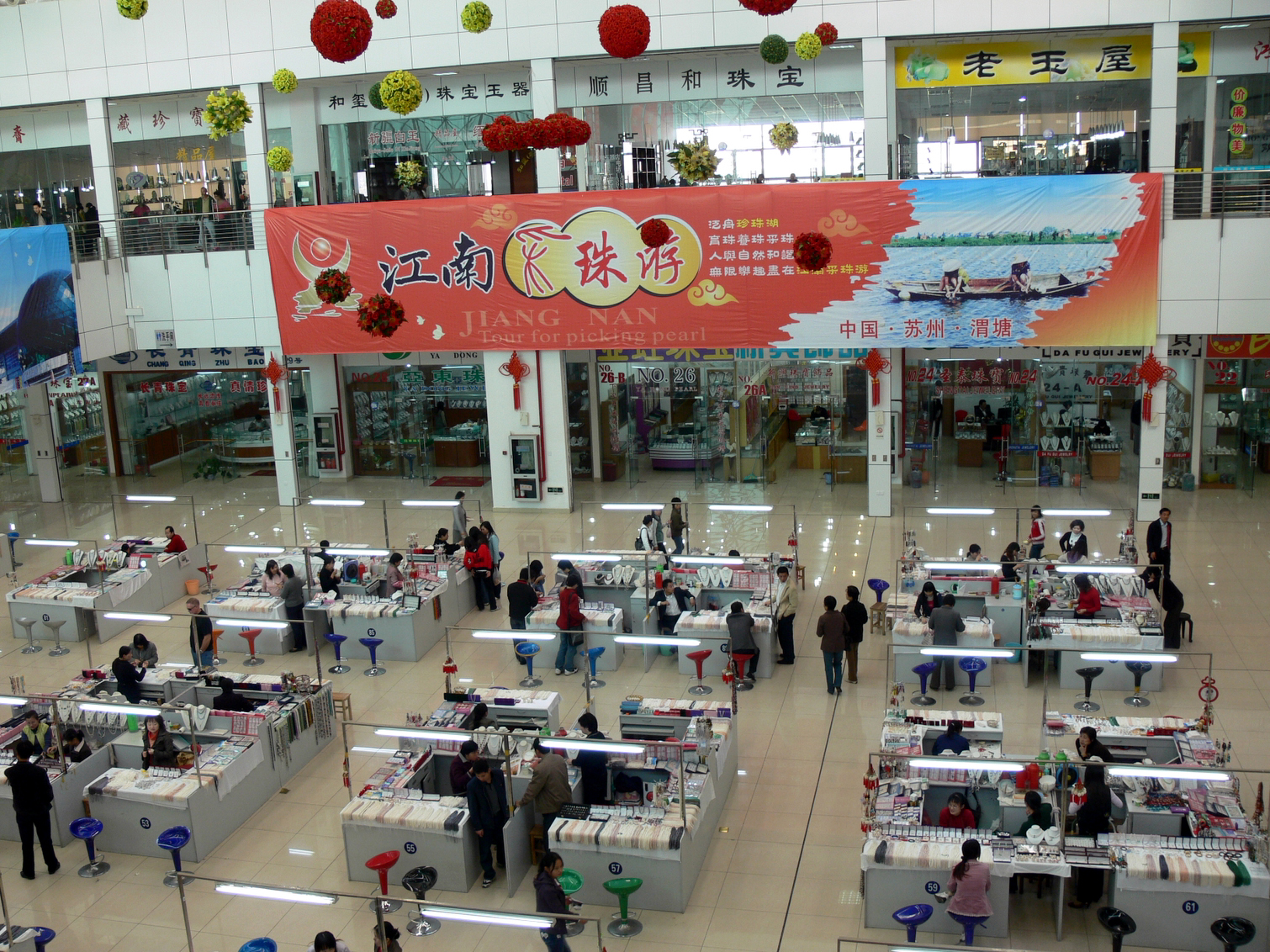
苏州渭塘镇中国珍珠城

渭塘镇在苏州相城区，以出产淡水珍珠和提琴弓闻名于世。有50余家生产提琴弓的企业，产品行销世界各地。渭塘镇也是中国珍珠城所在地。